# Douzelage

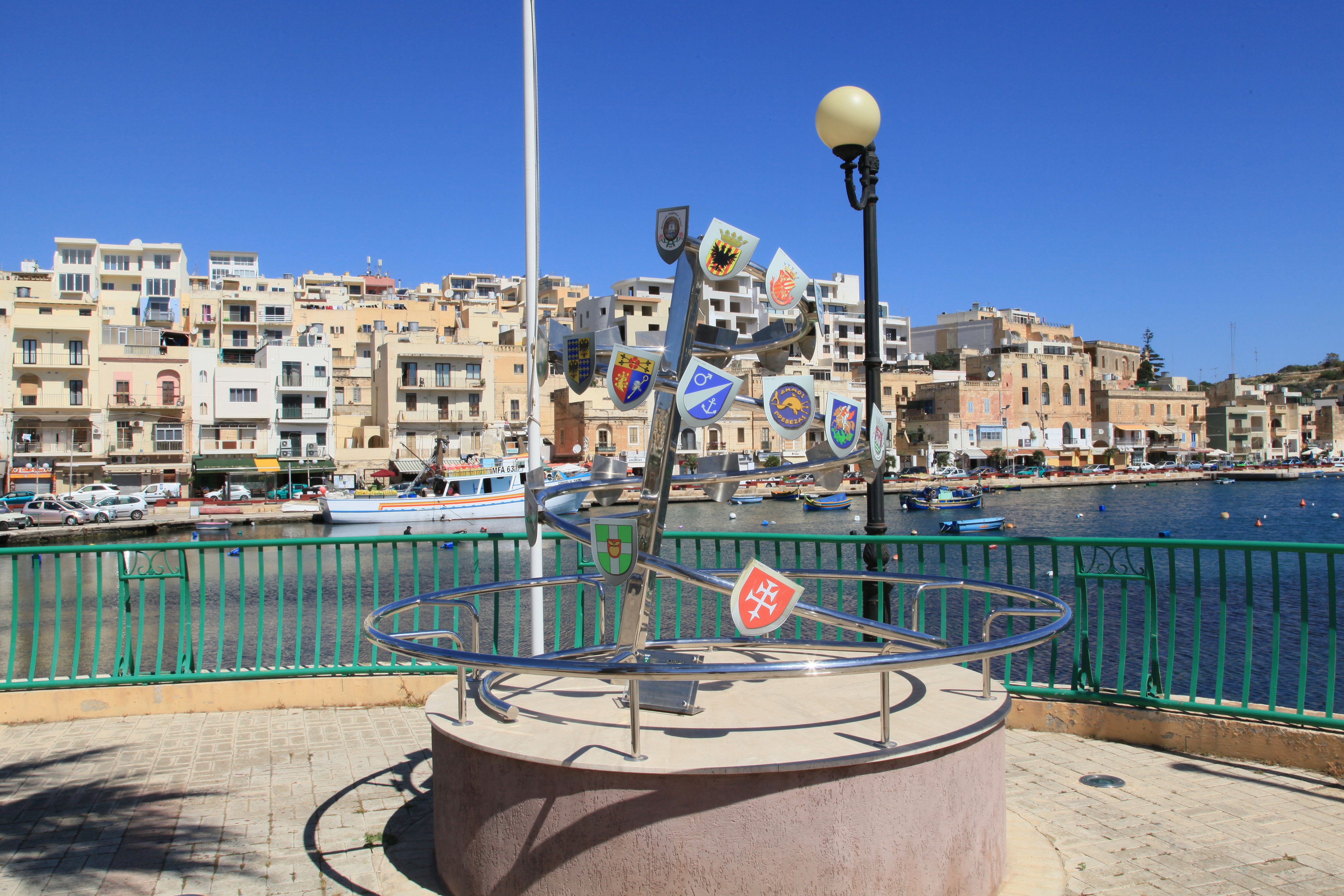
Marsaskala, Malte.

Le Douzelage est une association de villes de l'Union européenne créée en 1991 à Granville en France. 
En 2016, elle regroupe 28 villes représentant chacune un pays membre de l'Union européenne.
Le siège se situe à Chojna (Pologne) depuis 2004.

## Histoire
En 1989, les deux villes jumelées de Granville en France et de Sherborne au Royaume-Uni souhaitent créer un réseau européen de jumelage multilatéral. 
En 1991, les 12 villes membres fondatrices signent la charte du Douzelage au Musée Christian-Dior à Granville qui constitue le jumelage des douze. Henry Haffray, l'initiateur et le fondateur du douzelage devient le premier président de l'association Granville partenaire européen.
En 1993, l'association reçoit à Strasbourg l'étoile d'or des jumelages par le président de la Commission européenne Jacques Delors et la ministre française de la Culture, Catherine Trautmann.
Le nom de douzelage est toujours utilisé actuellement en référence au concept d’origine du jumelage de douze villes des douze pays de la Communauté économique européenne, même si l’Europe et le comité se sont élargis depuis. Le président actuel est le Luxembourgeois Ed Weber.

## Les villes membres
| Pays               | Ville        | Date d'adhésion | Population |
| ------------------ | ------------ | --------------- | ---------- |
| France             | Granville    | 1991            | 12 969     |
| Irlande            | Bundoran     | 1991            | 2 140      |
| Royaume-Uni        | Sherborne    | 1991            | 9 310      |
| Portugal           | Sesimbra     | 1991            | 49 500     |
| Espagne            | Altea        | 1991            | 22 648     |
| Italie             | Bellagio     | 1991            | 3 078      |
| Grèce              | Préveza      | 1991            | 19 042     |
| Luxembourg         | Niederanven  | 1991            | 5 530      |
| Belgique           | Houffalize   | 1991            | 5 068      |
| Pays-Bas           | Meerssen     | 1991            | 19 711     |
| Allemagne          | Bad Kötzting | 1991            | 7 256      |
| Danemark           | Holstebro    | 1991            | 57 056     |
| Finlande           | Asikkala     | 2016            | 8 505      |
| Suède              | Oxelösund    | 1998            | 10 870     |
| Autriche           | Judenburg    | 1999            | 9 619      |
| Hongrie            | Kőszeg       | 2004            | 12 077     |
| République tchèque | Sušice       | 2004            | 11 146     |
| Pologne            | Chojna       | 2004            | 7 099      |
| Estonie            | Türi         | 2004            | 6 053      |
| Lettonie           | Sigulda      | 2004            | 10 603     |
| Slovaquie          | Zvolen       | 2007            | 43 311     |
| Lituanie           | Prienai      | 2008            | 10 475     |
| Malte              | Marsaskala   | 2009            | 10 024     |
| Roumanie           | Siret        | 2010            | 9 411      |
| Bulgarie           | Tryavna      | 2011            | 9 831      |
| Slovénie           | Skofja Loka  | 2011            | 22 889     |
| Chypre             | Agrós        | 2011            | 804        |
| Croatie            | Rovinj       | 2016            | 14 294     |

| Granville Bad Kötzting Bellagio Bundoran Holstebro Houffalize Judenburg Asikkala Meerssen Niederanven Oxelösund Préveza Sesimbra Sherborne Köszeg Sušice Chojna Türi Sigulda Zvolen Prienai Marsaskala Siret Tryavna Skofja Loka Altea Agrós Rovinj |

De 1997 à 2016, la ville du douzelage de Finlande était Karkkila (9 172 habitants)

## Liste des présidents
- Henry Haffray
- Jean-Marc Julienne
- André Gendre
- Pascale Vallée
- Ed Weber (actuel)